# Boris Diecket
Boris Diecket, né le 31 janvier 1963 à Abidjan, est un footballeur international ivoirien.

## Biographie
Il joue notamment à Angers et à Tours.
International ivoirien, il participe à la Coupe d'Afrique des nations 1986.